# Рощахівська сільська рада
| Рощахівська сільська рада — колишній орган місцевого самоврядування у Бобринецькому районі Кіровоградської області з адміністративним центром у с. Рощахівка. Сільській раді підпорядковані населені пункти: - с. Рощахівка - с. Ганнопіль - с. Маріуполь |

## Склад ради
Рада складається з 14 депутатів та голови.

### Керівний склад ради
| ПІБ                          | Основні відомості                                                                       | Дата обрання | Дата звільнення |
| ---------------------------- | --------------------------------------------------------------------------------------- | ------------ | --------------- |
| Ляшенко Тетяна Володимирівна | Сільський голова, 1961 року народження, освіта, позапартійна                            | 26.03.2006   | 31.10.2010      |
| Дубчак Світлана Федорівна    | Сільський голова, 1967 року народження, освіта середня спеціальна, член Партії регіонів | 31.10.2010   |                 |

Примітка: таблиця складена за даними джерела

## Населення
Згідно з переписом УРСР 1989 року чисельність наявного населення сільської ради становила 802 особи, з яких 349 чоловіків та 453 жінки.
За переписом населення України 2001 року в сільській раді мешкало 659 осіб.

### Мова
Розподіл населення за рідною мовою за даними перепису 2001 року:
| Мова       | Відсоток |
| ---------- | -------- |
| українська | 96,05 %  |
| молдовська | 2,28 %   |
| російська  | 1,52 %   |
| білоруська | 0,15 %   |